# Тішрін (футбольний клуб)
«Тішрін» (араб. نادي تشرين) — сирійський футбольний клуб з міста Латакія. Утворений 1947 року. Домашні матчі проводить на арені «Аль-Ассад». 
Клуб тричі перемагав у чемпіонаті Сирії.

## Досягнення
- Чемпіон Сирії (5) : 1982, 1997, 2020, 2021, 2022
- Володар Кубка Сирії (1) : 2023
- Володар Суперкубка Сирії (1) : 1982